# Mátyás Kuti
Mátyás Kuti (...) è uno speedcuber ungherese.

## Biografia
Mátyás inizia la sua carriera nel 2006, ottenendo subito discreti risultati. Alla fine dello stesso anno conquista il suo primo record mondiale nel puzzle Rubik's Master Magic, l'anno successivo ne conquisterà molti altri. La sua carriera si interrompe nel febbraio del 2008, quando viene squalificato dalla World Cube Association per aver barato durante gli eventi da bendato. 

### La squalifica
Fino alla squalifica in pochi pensavano che Mátyás barasse nel blindfolded. La memorizzazione era sorprendentemente veloce, ma tutti lo ritenevano solo un campione e non c'era il minimo sospetto su di lui. Poi nel 2008, la WCA introdusse nel regolamento il posizionamento di un foglio di carta tra il concorrente e il cubo. Mátyás, da quel momento, iniziò a fare molti DNF, cosa che non gli era mai accaduta prima, insospettendo alcuni.
Durante il Belgian Open 2008, partecipando al Multi-Blind, in molti notarono questo strano fatto: Mátyás faceva molta fatica con il foglio davanti alla benda, ma quando il giudice lo tolse per qualche minuto, riuscì in scioltezza a risolvere alcuni cubi che aveva messo da parte. A questo punto il fatto fu riferito alla World Cube Association che, basandosi su questi indizi, pur senza prove schiaccianti, squalificò Mátyás per 3 anni dalle competizioni ufficiali.

## Record mondiali
| Puzzle        | Tempo   | Formato    | Competizione            |
| ------------- | ------- | ---------- | ----------------------- |
| Master Magic  | 2.48    | Singolo    | Euro 2006               |
| Master Magic  | 1.96    | Media di 5 | Polish Open 2007        |
| Master Magic  | 1.72    | Singolo    | Belgian Open 2008       |
| Rubik's Magic | 0.96    | Media di 5 | Belgian Open 2007       |
| Rubik's Magic | 0.86    | Singolo    | Belgian Open 2007       |
| Rubik's Magic | 0.86    | Singolo    | Belgian Open 2007       |
| Rubik's Clock | 8.83    | Media di 3 | Czech Open 2007         |
| Rubik's Clock | 7.69    | Singolo    | Czech Open 2007         |
| Rubik's Clock | 8.60    | Media di 3 | Polish Open 2007        |
| Square-1      | 25.82   | Media di 3 | German Open 2007        |
| 2x2           | 3.55    | Singolo    | German Open 2007        |
| 2x2           | 4.13    | Media di 5 | Czech Open 2007         |
| 2x2           | 2.73    | Singolo    | Czech Open 2007         |
| 5x5           | 1:45.07 | Media di 5 | World Championship 2007 |
| 5x5           | 1:30.58 | Singolo    | UK Open 2007            |
| 4x4           | 58.15   | Media di 5 | Polish Open 2007        |
| 4x4           | 46.63   | Singolo    | UK Open 2007            |

## Record europei
| Puzzle         | Tempo   | Formato    | Competizione      |
| -------------- | ------- | ---------- | ----------------- |
| 3x3 One-Handed | 22.23   | Media di 5 | Swedish Open 2007 |
| 5x5            | 1:52.63 | Media di 5 | Czech Open 2007   |

## Record revocati
Dal giorno della squalifica la WCA non riconosce a Mátyás i record del mondo nei cubi bendati. Mátyás aveva ottenuto risultati eccezionali in queste discipline: il record del mondo del 3x3 bendato è stato battuto da lui molte volte, come quelli del 4x4, del 5x5 e del Multi-Blind old style, ovvero risolvere più cubi bendati di fila, era riuscito a risolverne 15 su 15 in una sola volta. Nel suo profilo WCA, ora tutti i tempi riguardanti i cubi bendati sono stati eliminati e messi sotto la voce "DNF" (Did not finish), ovvero quando il concorrente non risolve completamente il puzzle (in questa lista non compaiono i risultati riguardanti il Multi-Blind old style in quanto, dal 2008, non più una competizione ufficiale).

## Curiosità
- Il suo record singolo nel Master Magic (1.72) è stato il più duraturo nella storia della WCA, battuto solo dopo 902 giorni.
- Mátyás era bravissimo in moltissime discipline, ma nell'evento principale, quello del Cubo di Rubik, vinse una sola volta, agli UK Open 2007.